# Ornithogalum subcoriaceum
Ornithogalum subcoriaceum är en sparrisväxtart som beskrevs av Harriet Margaret Louisa Bolus. Ornithogalum subcoriaceum ingår i släktet stjärnlökar, och familjen sparrisväxter. Inga underarter finns listade i Catalogue of Life.